# Friaça
Albino Friaça Cardoso eller bare Friaça (20. oktober 1924 - 12. januar 2009) var en brasiliansk fodboldspiller (angriber) fra Rio de Janeiro. Han spillede 13 kampe og scorede ét mål for det brasilianske landshold.
Friaça var en del af det brasilianske hold ved VM 1950 på hjemmebane. Her spillede han fire af brasilianernes seks kampe i turneringen, herunder den legendariske titelafgørende kamp mod Uruguay. Her scorede Friaça det første mål i opgøret, der blev spillet foran ca. 200.000 tilskuere på Maracanã i hvad der fortsat regnes som den mest velbesøgte fodboldkamp i historien. Uruguayanerne kom dog tilbage og vandt kampen 2-1, og sikrede sig dermed også landets anden VM-titel.
Friaça var også med til at vinde guld ved det sydamerikanske mesterskab i 1949..

## Titler
Sydamerikansk mesterskab
- 1949 med Brasilien